# Droga wojewódzka nr 754

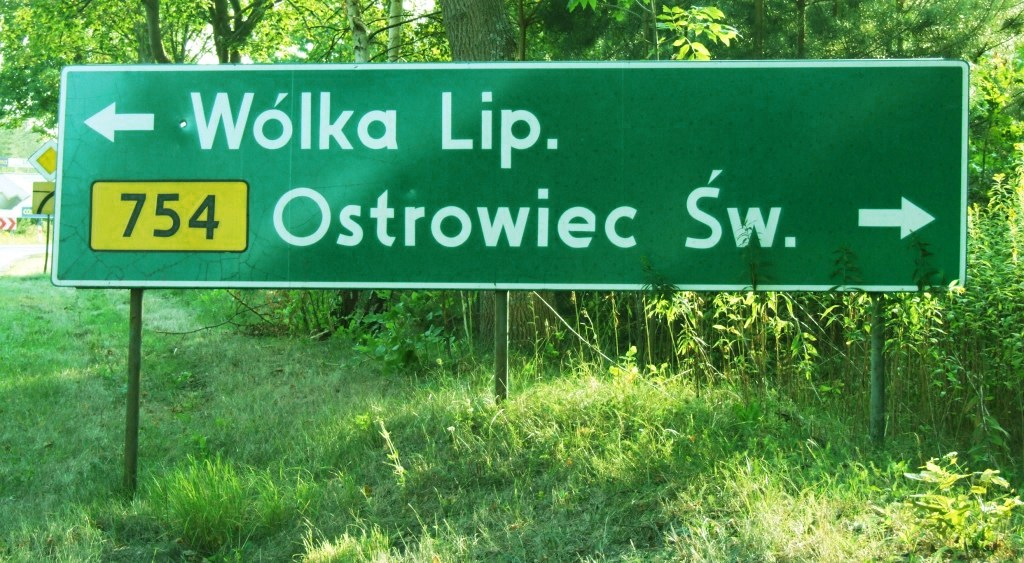
Tablica informacyjna DW 754

Droga wojewódzka nr 754 (DW754) – droga wojewódzka w województwach: świętokrzyskim i mazowieckim o długości 58 km łącząca DK9 w Ostrowcu Świętokrzyskim z DK79 w Gołębiowie. Droga przebiega przez 3 powiaty: ostrowiecki, opatowski. lipski.

## Miejscowości leżące przy trasie DW754
- Ostrowiec Świętokrzyski
- Sudół
- Maksymilianów
- Rudka Bałtowska
- Bałtów
- Skarbka
- Pętkowice
- Okół
- Czekarzewice Drugie
- Czekarzewice Pierwsze
- Zemborzyn
- Wola Pawłowska
- Pawłowice
- Sadkowice
- Raj
- Solec nad Wisłą